# Mark Messmer

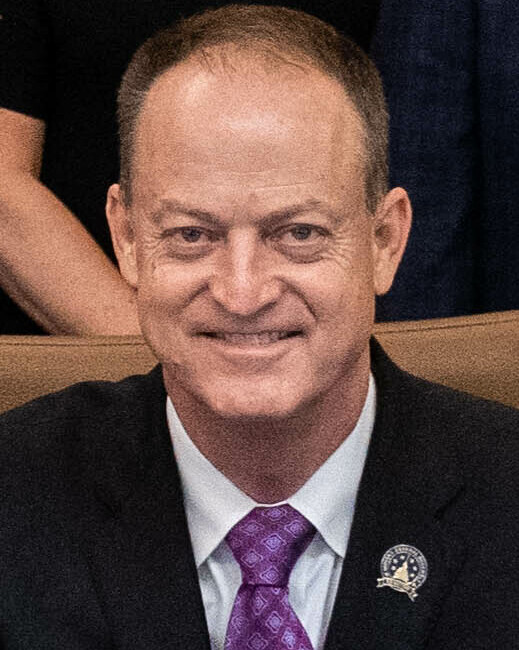
Mark Messmer

Mark Alan Messmer (* 16. Dezember 1967 in Jasper, Indiana) ist ein US-amerikanischer Politiker der Republikanischen Partei. Er war 2008 bis 2014 Abgeordneter im Repräsentantenhaus von Indiana und saß von 2014 bis 2024 im Senat von Indiana. 2024 wurde er im 8. Kongresswahlbezirk Indianas in das Repräsentantenhaus der Vereinigten Staaten gewählt.

## Leben
Mark Messmer besuchte 1981 bis 1985 die Purdue University und schloss dort mit einem naturwissenschaftlichen Bachelor ab.
Von 185 bis 1986 war er Ingenieur bei Dow Chemical und dann Ingenieur bei John Brown Engineering. Messmer betreibt seither das Heizungs- und Installations-Unternehmen Messmer Mechanical.
Er ist verheiratet, hat vier Kinder und wohnt in seinem Geburtsort Jasper.

## Politik
Messmer war von November 2008 bis November 2014 Mitglied des Repräsentantenhauses von Indiana und anschließend bis zum 3. September 2024 Mitglied des Senats von Indiana. Er war dort von November 2017 bis November 2018 Whip der republikanischen Mehrheit und anschließend bis 2022 der Mehrheitsführer im Senat. Er war ohne Begründung als Mehrheitsführer vom President pro tempore des Staatssenats abgelöst worden, nachdem er erst gegen ein absolutes Abtreibungsverbot gestimmt und bei einer zweiten Abstimmung abwesend gewesen war.
Bei den Wahlen 2024 bewarb er sich um die Nachfolge von Larry Bucshon als Repräsentant des 8. Kongresswahlbezirks, der den Südwesten Indianas umfasste. Um kandieren zu können, war er vom Amt des Senators zurückgetreten. Dem republikanischen Mitbewerber John Hostettler wurden Antisemitismus und anti-israelische Voten während dessen Zeit im Kongress vorgeworfen, was pro-israelische Gruppen veranlasste, für Messmer zu trommeln. Messmer konnte die Vorwahl dann mit 38,5 % vor Hostettler (19,7 %) für sich entscheiden. Während des Wahlkampfes in dem sehr republikanischen Wahlbezirk verweigerte Messmer seinem demokratischen Kontrahenten Erik Hurt und seinem libertären Kontrahenten Richard Fitzlaff eine Debatte und verweigerte nach der Wahl der Presse Live-Fragen. In der Hauptwahl obsiegte Messmer mit 68 % der Stimmen.